# Don’t Stop the Party (singel Pitbulla)
„Don’t Stop the Party” to piosenka dance-popowa pochodząca z siódmego studyjnego albumu amerykańskiego rapera Pitbulla pt. Global Warming (2012). Wyprodukowany przez DJ-a Buddhę, Marca Kinchena i TJR-a oraz nagrany z gościnnym udziałem samego TJR-a, utwór wydany został jako singel 25 września 2012 roku. W utworze pojawiają się fragmenty przeboju TJR-a „Funky Vodka”.
Singel notowany był na listach przebojów w krajach Europy, Ameryki Północnej oraz Australii i Oceanii. Zdobył miejsca w Top 10 w Austrii i Danii, a także czternastą pozycję na Canadian Hot 100 i piętnastą na ARIA Top 100 Singles. W zestawieniu Billboard Hot 100 uplasował się na 89. miejscu.